# Ribécourt-la-Tour
Ribécourt-la-Tour és un municipi francès, situat a la regió dels Alts de França, al departament del Nord. L'any 2006 tenia 378 habitants. Limita al nord amb Flesquières, a l'est amb Marcoing, al sud amb Villers-Plouich, al sud-oest amb Trescault i a l'oest amb Havrincourt.

## Demografia
| 1962                                       | 1968 | 1975 | 1982 | 1990 | 1999 | 2006 |
| ------------------------------------------ | ---- | ---- | ---- | ---- | ---- | ---- |
| 482                                        | 449  | 405  | 410  | 415  | 404  | 378  |
| Des de 1962: població sense dobles comptes |      |      |      |      |      |      |

## Administració
| Període   | Identitat          | Partit |
| --------- | ------------------ | ------ |
| 2001-2008 | Denise Leriche     |        |
| 2008-     | Jean-Pierre Levaux |        |